# Nafissatou Moussa Adamou
Nafissatou Moussa Adamou (sinh năm 1997) là một vận động viên bơi lội người Niger. Cô được sinh ra ở Niamey, thủ đô của Nigeria. Cô đã tham dự Thế vận hội Mùa hè 2012 tại London. Adamou không lọt vào bán kết khi kết thúc với vị trí thứ 71.